# Canton de Saint-Amour
Le canton de Saint-Amour est une circonscription électorale française située dans le département du Jura et la région Bourgogne-Franche-Comté.

## Histoire
- À la suite du redécoupage cantonal de 2014, les limites territoriales du canton sont remaniées. Le nombre de communes du canton passe de 16 à 51. Il est constitué de communes des anciens cantons de Saint-Amour (16 communes), de Saint-Julien (16 communes), de Beaufort (18 communes) et d'Orgelet (1 commune).

- De 1842 à 1848, les cantons de Saint-Amour et de Saint-Julien avaient le même conseiller général[6].

## Représentation

### Conseillers d'arrondissement (de 1833 à 1940)
| Période                                  | Période      | Identité                                            | Étiquette       | Qualité |
| ---------------------------------------- | ------------ | --------------------------------------------------- | --------------- | --- |
| 1833                                     | 1842         | Nicolas Marie Albain Bernard de Pelagey (1783-1858) |                 | Ancien écuyer, propriétaire, conseiller municipal de Saint-Amour                                            |
| 1842                                     | 1848         | Émile Gaillard de Lavernée (1799-1878)              |                 | Ancien conseiller de préfecture, ancien maire de Saint-Amour                                                |
|                                          |              |                                                     |                 | |
|                                          | 1893 (décès) | Eugène Daujat (1828-1893)                           |                 | Docteur en médecine à Saint-Amour                                                                           |
| 1893                                     |              | M. Chatelain                                        | Républicain     | Médecin à Saint-Amour                                                                                       |
|                                          |              |                                                     |                 | |
| 21 décembre 1921                         | 1932 (décès) | M. Jenot                                            | Rad.            | |
| 1932                                     | 1937         | André Laurent                                       | Rad.            | |
| 1937                                     | 1940         | Joseph Liochon                                      | Union nationale | Adjoint au maire de Saint-Amour                                                                             |
| 1940                                     |              |                                                     |                 | Les conseils d'arrondissement ont été suspendus par la loi du 12 octobre 1940 et n'ont jamais été réactivés |
| Les données manquantes sont à compléter. |              |                                                     |                 | |

### Conseillers généraux de 1833 à 2015
| Période | Période          | Identité                                    | Étiquette    | Qualité |
| ------- | ---------------- | ------------------------------------------- | ------------ | --- |
| 1833    | 1842             | Alexandre Merle (1780-1845)                 |              | Chef de bataillon retraité Maire de Saint-Amour |
| 1842    | 1848             | Félix Taurin Pantaléon Bénier (1777-1869)   |              | Juge de paix à Saint-Julien, maire de Gigny |
| 1848    | 1852             | Victor de Guelle                            |              | Propriétaire, maire de Saint-Amour |
| 1852    | 1867             | Emile Gaillard de Lavernée                  |              | Ancien conseiller de préfecture Maire de Saint-Amour, conseiller d'arrondissement |
| 1867    | 1871             | François dit Joseph Picquet                 | Droite       | Ancien officier de marine, maire de Saint-Amour |
| 1871    | 1874             | Pierre-Marie Blanc                          | Républicain  | Notaire, maire de Saint-Amour, suppléant du juge de paix |
| 1874    | 1880             | François dit Joseph Picquet,                | Droite       | Ancien officier de marine, maire de Saint-Amour |
| 1880    | 1886             | Adolphe Bouillet                            | Républicain  | Propriétaire à Saint-Amour |
| 1886    | 1892             | Cyprien-Albert Chambard (1825-1894)         | Droite       | Notaire à Saint-Amour |
| 1892    | 1901 (décès)     | Clément Pivet                               | Républicain  | Propriétaire-agriculteur Maire de Saint-Jean-d'Etreux |
| 1901    | 1901 (démission) | Camille Charnay                             | Rad.         | Maire de Saint-Amour |
| 1901    | 1904             | Georges Chambard (fils de Cyprien Chambard) | Droite       | Notaire honoraire à Saint-Amour |
| 1904    | 1919             | Camille Charnay                             | Rad.         | Maire de Saint-Amour |
| 1919    | 1928             | Camille Daujat                              |              | Notaire à Saint-Amour |
| 1928    | 1940             | Jean Célard (1897-1975)                     | RG           | Docteur en droit, conseiller municipal de Saint-Amour, industriel en marbrerie Membre de la Commission administrative du Jura (1941-1943) Nommé conseiller départemental en 1943 Président du Conseil départemental (1943-1945) |
|         |                  |                                             |              | |
| 1945    | 1951             | Théodore Ponard (1910-2007)                 | PCF          | Forgeron à Nantey |
| 1951    | 1975 (décès)     | Jean Célard                                 | DVD puis CDP | Docteur en droit à Saint-Amour |
| 1975    | 1982             | Raymond Mollard                             | DVD puis UDF | Vétérinaire, maire de Saint-Amour (1991-1995) |
| 1982    | 1986 (démission) | Yves Serrière                               | PS           | Artisan à Saint-Amour |
| 1986    | 1991 (décès)     | Lucien Guichard                             | UDF-CDS      | Notaire, maire de Saint-Amour (1983-1991) Président du Conseil général |
| 1991    | 1994             | Nicole Lemaire                              | UDF          | Auxiliaire médicale, Saint-Amour |
| 1994    | 2001             | Gérard Jacquier                             | PS           | Instituteur Maire de Saint-Amour (1995-2014) |
| 2001    | 2008             | Georges Gallet                              | DVD          | Menuisier Maire de Loisia |
| 2008    | 2015             | Thierry Faivre-Pierret                      | DVG          | Agent d'assurances Vice-Président du Conseil Général Conseiller municipal puis maire de Saint-Amour |

### Conseillers départementaux à partir de 2015
| Période élective | Période élective | Mandat | Mandat   | Identité           | Nuance | Nuance | Qualité |
| ---------------- | ---------------- | ------ | -------- | ------------------ | ------ | ------ | --- |
| 2015             | 2021             | 2015   | 2021     | Jean Franchi       |        | DVD    | Ingénieur SNCF honoraire Maire de Beaufort |
| 2015             | 2021             | 2015   | 2021     | Hélène Pélissard   |        | LR     | Professeur d’économie et de Gestion en disponibilité Ancienne conseillère générale du canton de Saint-Julien Première Vice-Présidente du Conseil départemental, conseillère régionale |
| 2021             | 2028             | 2021   | en cours | Christian Buchot   |        | LR     | Ancien chef d’une entreprise artisanale Maire de Maynal depuis 1983, Président de la Communauté de communes Porte du Jura depuis 2017                                                 |
| 2021             | 2028             | 2021   | en cours | Marie-Laure Perrin |        | DVD    | Assistante marketing et commerciale, Saint-Amour |

Hélène Pélissard a rejoint LREM en 2021.

### Résultats détaillés

#### Élections de mars 2015
À l'issue du 1er tour des élections départementales de 2015, trois binômes sont en ballottage : Jean Franchi et Hélène Pelissard (Union de la Droite, 35,04 %), Nicolas Caire et Emy Leger (FN, 29,8 %) et Valérie Brenot et Fernand Fournier (DVG, 23,91 %). Le taux de participation est de 60,54 % (6 192 votants sur 10 228 inscrits) contre 56,35 % au niveau départemental et 50,17 % au niveau national.
Au second tour, Jean Franchi et Hélène Pelissard (Union de la Droite) sont élus avec 40,49 % des suffrages exprimés et un taux de participation de 62,57 % (2 484 voix pour 6 399 votants et 10 227 inscrits).

#### Élections de juin 2021
Le premier tour des élections départementales de 2021 est marqué par un très faible taux de participation (33,26 % au niveau national). Dans le canton de Saint-Amour, ce taux de participation est de 34,08 % (3 524 votants sur 10 341 inscrits) contre 35,65 % au niveau départemental. À l'issue de ce premier tour, deux binômes sont en ballottage : Christian Buchot et Marie-Laure Perrin (DVD, 61,03 %) et Sylvie-Élisabeth Brignone et Philippe Chavanne (DVG, 38,97 %).
Le second tour des élections est marqué une nouvelle fois par une abstention massive équivalente au premier tour. Les taux de participation sont de 34,36 % au niveau national, 37,47 % dans le département et 36,34 % dans le canton de Saint-Amour. Christian Buchot et Marie-Laure Perrin (DVD) sont élus avec 63,04 % des suffrages exprimés (2 166 voix pour 3 759 votants et 10 345 inscrits),,.

## Composition

### Composition avant 2015

Situation du canton de Saint-Amour dans le département du Jura avant 2015.

Avant le redécoupage cantonal de 2014, le canton de Saint-Amour regroupait seize communes entières.
| Nom                     | Code Insee | Codepostal | Superficie (km2) | Population (dernière pop. légale) | Densité (hab./km2) |
| ----------------------- | ---------- | ---------- | ---------------- | --------------------------------- | ------------------ |
| Saint-Amour (chef-lieu) | 39475      | 39160      | 11,65            | 2 375 (2012)                      | 204                |
| Balanod                 | 39035      | 39160      | 4,93             | 341 (2012)                        | 69                 |
| Chazelles               | 39135      | 39160      | 4,04             | 147 (2012)                        | 36                 |
| Chevreaux               | 39142      | 39190      | 6,12             | 135 (2012)                        | 22                 |
| Digna                   | 39197      | 39190      | 3,38             | 364 (2012)                        | 108                |
| Graye-et-Charnay        | 39261      | 39320      | 6,31             | 133 (2012)                        | 21                 |
| L'Aubépin               | 39023      | 39160      | 5,67             | 139 (2010)                        | 25                 |
| Loisia                  | 39295      | 39320      | 11,58            | 168 (2012)                        | 15                 |
| Montagna-le-Reconduit   | 39346      | 39160      | 5,43             | 123 (2012)                        | 23                 |
| Nanc-lès-Saint-Amour    | 39378      | 39160      | 5,29             | 293 (2012)                        | 55                 |
| Nantey                  | 39382      | 39160      | 6,50             | 72 (2012)                         | 11                 |
| Saint-Jean-d'Étreux     | 39484      | 39160      | 4,28             | 153 (2012)                        | 36                 |
| Senaud                  | 39509      | 39160      | 4,06             | 52 (2012)                         | 13                 |
| Thoissia                | 39532      | 39160      | 3,89             | 43 (2012)                         | 11                 |
| Val-d'Épy               | 39209      | 39160      | 8,64             | 152 (2012)                        | 18                 |
| Véria                   | 39551      | 39160      | 10,09            | 132 (2012)                        | 13                 |

### Composition depuis 2015
Lors du redécoupage de 2014, le canton de Saint-Amour comprenait 51 communes.
À la suite de la fusion de Florentia, Nantey et Senaud avec Val-d'Épy pour former une commune nouvelle au 1er janvier 2016 ainsi qu'à la création des communes nouvelles de La Chailleuse et Trenal, le canton comprenait désormais 32 communes et trois fractions.
À la suite du décret du 5 mars 2020, la commune d'Aromas est entièrement rattachée au canton de Moirans-en-Montagne, celle de Trenal est entièrement rattachée au canton de Lons-le-Saunier-2 et celle de La Chailleuse est entièrement rattachée au canton de Saint-Amour. Le canton comprend 33 communes entières.
| Nom                                 | Code Insee | Intercommunalité                           | Superficie (km2) | Population (dernière pop. légale) | Densité (hab./km2) | Modifier                                    |
| ----------------------------------- | ---------- | ------------------------------------------ | ---------------- | --------------------------------- | ------------------ | ------------------------------------------- |
| Saint-Amour (bureau centralisateur) | 39475      | CC Porte du Jura                           | 11,65            | 2 364 (2022)                      | 203                | modifier les données · modifier les données |
| Andelot-Morval                      | 39010      | CC Terre d'Émeraude Communauté             | 10,54            | 91 (2022)                         | 8,6                | modifier les données · modifier les données |
| Augea                               | 39025      | CC Porte du Jura                           | 7,52             | 279 (2022)                        | 37                 | modifier les données · modifier les données |
| Augisey                             | 39027      | CC Porte du Jura                           | 9,29             | 187 (2022)                        | 20                 | modifier les données · modifier les données |
| Balanod                             | 39035      | CC Porte du Jura                           | 4,93             | 333 (2022)                        | 68                 | modifier les données · modifier les données |
| Beaufort-Orbagna                    | 39043      | CC Porte du Jura                           | 17,22            | 1 466 (2022)                      | 85                 | modifier les données · modifier les données |
| Broissia                            | 39080      | CC Terre d'Émeraude Communauté             | 2,97             | 57 (2022)                         | 19                 | modifier les données · modifier les données |
| Cesancey                            | 39088      | CA Espace communautaire Lons Agglomération | 5,12             | 389 (2022)                        | 76                 | modifier les données · modifier les données |
| La Chailleuse                       | 39021      | CC Terre d'Émeraude Communauté             | 24,53            | 590 (2022)                        | 24                 | modifier les données · modifier les données |
| Chevreaux                           | 39142      | CC Porte du Jura                           | 6,12             | 126 (2022)                        | 21                 | modifier les données · modifier les données |
| Cousance                            | 39173      | CC Porte du Jura                           | 6,39             | 1 290 (2022)                      | 202                | modifier les données · modifier les données |
| Cressia                             | 39180      | CC Terre d'Émeraude Communauté             | 14,99            | 250 (2022)                        | 17                 | modifier les données · modifier les données |
| Cuisia                              | 39185      | CC Porte du Jura                           | 10,16            | 388 (2022)                        | 38                 | modifier les données · modifier les données |
| Digna                               | 39197      | CC Porte du Jura                           | 3,38             | 368 (2022)                        | 109                | modifier les données · modifier les données |
| Gigny                               | 39253      | CC Terre d'Émeraude Communauté             | 16,04            | 267 (2022)                        | 17                 | modifier les données · modifier les données |
| Gizia                               | 39255      | CC Porte du Jura                           | 7,35             | 201 (2022)                        | 27                 | modifier les données · modifier les données |
| Graye-et-Charnay                    | 39261      | CC Porte du Jura                           | 6,31             | 136 (2022)                        | 22                 | modifier les données · modifier les données |
| Loisia                              | 39295      | CC Porte du Jura                           | 11,58            | 146 (2022)                        | 13                 | modifier les données · modifier les données |
| Maynal                              | 39320      | CC Porte du Jura                           | 8,14             | 328 (2022)                        | 40                 | modifier les données · modifier les données |
| Monnetay                            | 39343      | CC Terre d'Émeraude Communauté             | 2,46             | 16 (2022)                         | 6,5                | modifier les données · modifier les données |
| Montagna-le-Reconduit               | 39346      | CC Porte du Jura                           | 5,43             | 109 (2022)                        | 20                 | modifier les données · modifier les données |
| Montfleur                           | 39353      | CC Terre d'Émeraude Communauté             | 7,88             | 164 (2022)                        | 21                 | modifier les données · modifier les données |
| Montlainsia                         | 39273      | CC Terre d'Émeraude Communauté             | 21,50            | 212 (2022)                        | 9,9                | modifier les données · modifier les données |
| Montrevel                           | 39363      | CC Terre d'Émeraude Communauté             | 6,39             | 83 (2022)                         | 13                 | modifier les données · modifier les données |
| Rosay                               | 39466      | CC Porte du Jura                           | 9,93             | 119 (2022)                        | 12                 | modifier les données · modifier les données |
| Rotalier                            | 39467      | CC Porte du Jura                           | 4,07             | 151 (2022)                        | 37                 | modifier les données · modifier les données |
| Thoissia                            | 39532      | CC Porte du Jura                           | 3,89             | 36 (2022)                         | 9,3                | modifier les données · modifier les données |
| Les Trois-Châteaux                  | 39378      | CC Porte du Jura                           | 19,28            | 770 (2022)                        | 40                 | modifier les données · modifier les données |
| Val-d'Épy                           | 39209      | CC Porte du Jura                           | 25,35            | 302 (2022)                        | 12                 | modifier les données · modifier les données |
| Val-Sonnette                        | 39576      | CC Porte du Jura                           | 19,33            | 1 309 (2022)                      | 68                 | modifier les données · modifier les données |
| Val Suran                           | 39485      | CC Terre d'Émeraude Communauté             | 37,49            | 782 (2022)                        | 21                 | modifier les données · modifier les données |
| Véria                               | 39551      | CC Porte du Jura                           | 10,09            | 112 (2022)                        | 11                 | modifier les données · modifier les données |
| Canton de Saint-Amour               | 3913       |                                            | 357,32           | 13 421 (2022)                     | 38                 | modifier les données                        |

## Démographie

### Démographie avant 2015
| 1962  | 1968  | 1975  | 1982  | 1990  | 1999  | 2006  | 2011  | 2012  |
| ----- | ----- | ----- | ----- | ----- | ----- | ----- | ----- | ----- |
| 4 878 | 4 858 | 4 817 | 4 634 | 4 360 | 4 256 | 4 500 | 4 847 | 4 822 |

### Démographie depuis 2015
En 2022, le canton comptait 13 421 habitants, en évolution de −0,54 % par rapport à 2016 (Jura : −0,81 %, France hors Mayotte : +2,11 %).
| 2013   | 2018   | 2022   |
| ------ | ------ | ------ |
| 13 504 | 13 430 | 13 421 |